# Clinobisvanita
La clinobisvanita es un mineral, vanadato de bismuto, que fue descrito como una nueva especie mineral a, pertir de ejemplares encontrados en la mina de berilo de Kempton Brothers, Yinnietharra, Australia Occidental. El nombre está formado por su simetría cristalina (monoCLINico) y la presencia de bismuto y vanadio.

## Propiedades físicas y químicas
La clinobisvanita  es el polimorfo monoclínico del vanadato de bismuto, mientras que la pucherita es el rómbico, y la dreyerita el tetragonal. Se encuentra formando microcristales generalmente complejos, con maclado múltiple, de color amarillo miel o marrón rojizo. Puede contener algo de plomo reemplazando al bismuto.

## Yacimientos
La clinobisvanita es un mineral raro, conocido en unas decenas de yacimientos en el mundo, siempre en pequeña cantidad. En la localidad tipo aparece asociada directamente a bismutita y a pucherita, en una pegmatita compleja. Los mejores cristales se han encontrado en   Hohenstein,  Reichenbach,  Lautertal, Hesse (Alemania). Aparecen como cristales tabulares o bipiramidales de hasta 1 mm, de color marrón rojizo oscuro, con las caras correspondientes a {011}, {110} y {010}. En Argentina se ha encontrado en el granito de La Chinchilla, en la Sierra de Velasco, la Rioja.